# Cavolinia tridentata
Espèce
Cavolinia tridentata est une espèce de mollusques gastéropodes de la famille des Cavoliniidae.

- Répartition : mondiale.
- Longueur : 2 cm.

## Source
- Arianna Fulvo et Roberto Nistri (2005). 350 coquillages du monde entier. Delachaux et Niestlé (Paris) : 256 p.  (ISBN 2-603-01374-2)